# Година насиља
Година насиља (енгл. A Most Violent Year) америчка је криминалистичка драма из 2014. редитеља, сценаристе и продуцента Џеј Си Шандора у којој главне улоге тумаче Оскар Ајзак и Џесика Частејн.

## Радња
Радња филма одвија се 1981. када је у Њујорку забележена највећа стопа криминала у његовој историји. У тим опасним временима досељеник Абел Моралес (Оскар Ајзак) покушава да разграна свој добро уходани посао, али свеприсутно насиље и корупција прете да униште све што је створио, па чак и његову породицу.

## Улоге
| Глумац                  | Улога         |
| ----------------------- | ------------- |
| Оскар Ајзак             | Абел Моралес  |
| Џесика Частејн          | Ана Моралес   |
| Алесандро Нивола        | Питер Форенте |
| Дејвид Ојелоуо          | Лоренс        |
| Алберт Брукс            | Ендру Волш    |
| Каталина Сандино Морено | Луиза         |